# دیوید استیونس
دیوید استیونس (به انگلیسی: David Stevens) (زاده ۱۹۶۲) کارآفرین، بازرگان و مدیر ارشد اجرایی بریتانیایی است، که در حالِ حاضر به‌عنوان مدیر عامل اجرایی گروه ادمیرال فعالیت می‌کند.